# Tungudalur
Tungudalur est une vallée, ainsi qu'une station de sports d'hiver, situées à 6 km de la ville de Ísafjörður, dans les fjords de l'Ouest, en Islande.

## Domaines skiables
Les domaines skiables d'Ísafjörður (Tungudalur et Seljalandsdalur) sont situés à quelques minutes de voiture du centre de Ísafjörður.
Selon le niveau d'enneigement, la saison de ski alpin à Tungudalur – l'un des quatre domaines les plus vastes d'Islande – finit entre mars et mai. Pour cette même raison d'enneigement variable, en général seuls 7 km sur 10 sont ouverts.
La vallée directement voisine de Seljalandsdalur permet la pratique de la raquette à neige et du ski de randonnée, et offre aussi des pistes de ski de fond. Les montagnes environnantes culminent à plus de 750 m.
Le ski est pratiqué dans la région depuis le début des années 1900, aux environs des villages de Graenagardur et Storurd dans la vallée de Seljalandsdalur. Depuis 1938, une route permet l'accès au site. La première remontée mécanique y fut construite en 1968. En 1994 et 1995, des avalanches détruisirent la quasi-totalité de l'infrastructure (certains restes sont encore visibles en 2011). Leur reconstruction fut alors entreprise dans la vallée de Tungudalur, jugée plus protégée.